# Liste der Gouverneure von Togo
Togo war von 1884 bis zum Ersten Weltkrieg eine deutsche Kolonie. Die Leitung der Verwaltung lag bei einem Gouverneur bzw. einem Kommissar. Erster Leiter der Zentralverwaltung vor Ort war der Kaiserliche Konsul Heinrich Randad vom 6. Juli 1884 bis 26. Juni 1885. 
Die Reihe der Gouverneure und Kommissare war folgende: 
- 1884: 0 000 Gustav Nachtigal (Reichskommissar von Westafrika)
- 1884–1885: Julius Freiherr von Soden (Oberkommissar von Togo)
- 1885–1887: Ernst Falkenthal (Kommissar von Togoland)
- 1887–1888: Jesko von Puttkamer
- 1888–1891: Eugen von Zimmerer
- 1891–1892: unbesetzt
- 1892–1895: Jesko von Puttkamer (Kommissar von Togo, seit 1893 mit dem Titel Landeshauptmann)
- 1895–1902: August Köhler (seit 1898 mit dem Titel Gouverneur)
- 1902–1903: Woldemar Horn (Gouverneur)
- 1903–1905: Julius Graf Zech auf Neuhofen (kommissarisch als stellvertretender Gouverneur)
- 1905–1910: Julius Graf Zech auf Neuhofen (Gouverneur)
- 1910–1912: Edmund Brückner (Gouverneur)
- 1912–1914: Herzog Adolf Friedrich zu Mecklenburg-Schwerin (Gouverneur)
- 1914: 0 000 Hans Georg von Doering (stellvertretender Gouverneur)